# Калхас
Ка́лхас, также Ка́лхант (др.-греч. Κάλχας) — в древнегреческой мифологии жрец, прорицатель и птицегадатель. Один из персонажей «Илиады». Пророчества Калхаса заставили Фетиду прятать своего сына Ахилла при дворе царя Ликомеда, Агамемнона — принести в жертву собственную дочь Ифигению, а также отдать наложницу Хрисеиду отцу.
После окончания Троянской войны отправился в область Киликии. По пути встретил Мопса, который превзошёл его в искусстве прорицания. После поражения Калхас умер от горя согласно предсказанию оракула.
Историки усматривают в мифах о путешествиях Калхаса народную память о миграции «народов моря» во время катастрофы бронзового века в XII веке до н. э.

## Мифы

### Происхождение. До Троянской войны
Калхас был сыном прорицателя Фестора и внуком Аполлона, от которого получил дар прорицания. Брат Левкиппы, Феонои и Алкмаона. Жил по одной версии в Микенах, по другой — в Мегарах, третьей — в Аргосе. Имя «Калхас» могло обозначать «халкидонянин» или «колхидец».
Ещё до начала Троянской войны, когда Ахиллу исполнилось девять лет, предсказал, что Трою невозможно захватить без его участия. После этого пророчества мать Ахилла Фетида переодела ребёнка в женские одежды и перевезла на Скирос, где мальчика воспитывали среди дочерей царя Ликомеда.

### Участие в Троянской войне
Участвовал в Троянской войне. Историк Л. С. Клейн подчёркивает, что среди всех персонажей I песни «Илиады» только Нестор и Калхас представлены при первом упоминании. Ахилл, Агамемнон и другие герои появляются в поэме без всякого представления. На этом основании Л. С. Клейн делает предположение, что начало «Илиады», где вводятся основные персонажи, утеряно. Когда корабли греков собирались для похода в Авлиде, во время жертвоприношения из-под алтаря выползла змея. Она забралась на дерево и проглотила восемь воробьиных птенцов с матерью, после чего превратилась в камень. Калхас объяснил чудо тем, что Троя будет взята на десятый год войны. Пока армия собиралась в Авлиде, главнокомандующий греков Агамемнон разгневал Артемиду — то ли тем, что убил её священное животное, то ли своей заносчивой фразой: «Сама Артемида не выстрелила бы лучше». Раздосадованная богиня лишила греков попутного ветра, и в течение многих дней они не могли начать поход. Калхас предсказал, что для того чтобы умилостивить Артемиду, необходимо принести в жертву дочь Агамемнона Ифигению. Вначале царь Микен отказался пойти на столь ужасную жертву. Когда войско стало роптать, он вынужденно согласился, пытаясь хитростью спасти свою дочь. За Ифигенией отправили Одиссея. Попытки Агамемнона не дать привезти Ифигению в Авлиду не увенчались успехом. Девушка согласилась погибнуть во славу Греции и сама пошла к жертвенному алтарю, где её должен был убить Калхас. Жертвоприношение не совершилось, так как, согласно наиболее распространённой версии, тронутая поступком Ифигении Артемида перенесла девушку в Тавриду. Во время похода именно Калхас вёл корабли к Трое.
Впервые Калхас упомянут в первой песне «Илиады» при описании гнева Аполлона. По просьбе жреца Хриса, у которого Агамемнон отнял дочь, бог наслал на войско греков моровую язву. Гомер охарактеризовал Калхаса словами: «Мудрый, ведал он всё, что минуло, что есть и что будет». Калхас объяснил грекам причину гнева Аполлона и дал совет, как умилостивить бога: «Прежде, доколе к отцу не отпустят, без платы, свободной / Дщери его черноокой и в Хризу святой не представят /	Жертвы стотельчей; тогда лишь мы бога на милость преклоним».
Калхас предвидел умопомрачение Аякса, в связи с чем просил Тевкра любым способом удержать последнего в своей палатке.
Калхасу приписывали несколько пророчеств, которые помогли грекам захватить Трою. В частности он заявил, что для победы над Троей необходимы лук и стрелы Геракла. Также, Калхас сообщил, что беглый царевич Гелен знает охраняющие Трою оракулы. Согласно Вергилию именно Калхасу принадлежала идея создания троянского коня. Единственным источником, в котором Калхас представлен среди воинов в троянском коне, является «Взятие Илиона» Трифиодора.
После захвата Трои Калхас требовал смерти малолетних детей Гектора и Андромахи Астианакта и Поликсены. Одновременно уговаривал греков не препятствовать отплытию Энея, которому суждено «город большой основать поколеньям грядущим на диво / и многочисленным долго в земле этой править народом».

### После Троянской войны
Существует несколько вариаций мифа о судьбе Калхаса после окончания Троянской войны. Согласно традиционной версии, ахейцы под командованием Амфилоха и Калхаса не вернулись домой, а отправились в поход по Малой Азии. По другой версии, Калхас во время плавания домой потерпел кораблекрушение и был вынуждены искать новый дом. По третьей, Калхас решил не возвращаться, так как увидел невообразимые страдания, которые его ожидают дома. В Колофоне либо, по менее распространённой версии, в Киликии Калхас встретил прорицателя Мопса. Между ними состоялось состязание в искусстве прорицания, которое выиграл Мопс. После поражения Калхас умер от горя согласно предсказанию оракула и был похоронен у мыса Нотия. Ещё по одной версии, Мопс увидел, как Калхас сажает виноград, и предсказал, что тот не сможет отведать сделанное из него вино. Приготовив вино из первого урожая, Калхас пригласил Мопса на трапезу. Когда тот пришёл и повторил пророчество, Калхас начал смеяться и умер от смеха.
Амфилох с Мопсом отправились дальше в область Памфилии и Киликии. Данный миф, согласно Страбону, был хорошо известен Гесиоду (конец VIII — начало VII веков до н. э.). Историк пересказывает детали состязания. Калхант спросил у Мопса, сколько плодов растёт на смоковнице, на что получил верный ответ. По другой версии, Калхант спросил о том, какое количество поросят родится у супоросной свиньи. Мопс не только назвал точное количество, но и определил количество самок и самцов. По третьей версии, первый вопрос задал Калхас, второй — Мопс. Данный миф в различных вариациях был описан в трудах поэта VII века до н. э. Каллина, а также в сочинении Гагия из Трезена VI века до н. э.
Калханту приписывали основание города Сельге в Писидии.
Античный историк и географ Страбон описал храм Калханта. На вершине холма Дриона в Давнии стояло святилище с кенотафом Калхаса, где желавшие знать будущее приносили в жертву чёрного овна. Согласно античным верованиям, после жертвоприношения предсказание будет получено во сне.

## Историческая основа мифов о Калхасе
Существует два противоположных подхода к оценке исторической основы греческих мифов о путешествиях Калхаса после завершения Троянской войны. Согласно первой концепции, мифы отражают народную память о миграции «народов моря» во время катастрофы бронзового века в XII веке до н. э., второй — представляют вымысел. Ещё Геродот называл памфилов потомками эллинов из отрядов Амфилоха и Калхаса, которые «рассеялись из-под Трои». Ту же версию повторяет Павсаний. Страбон цитирует Геродота и дополняет его текст свидетельством Каллина: «По сообщению Геродота, памфилийцы происходят от народностей, предводимых Амфилохом и Калхантом, какой-то помеси племён, которая последовала за ними из-под Трои. Большинство их осталось здесь, а некоторые рассеялись по разным местам земли. Каллин утверждает, что Калхант окончил свою жизнь в Кларе, а люди его под предводительством Мопса перешли Тавр и частью остались в Памфилии, частью же рассеялись по Киликии, Сирии и даже вплоть до Финикии».
Очевидно, что под предводительством одного человека невозможно одновременно остаться в одном месте и частично рассеяться в других землях. В сообщении Страбона-Каллина Мопс появляется лишь как предводитель перехода через Таврские горы в Памфилию, дальнейшее расселение происходило без него. Историк А. А. Немировский трактует данные мифы в качестве воспоминания об историческом переселении «народов моря» из прибрежных областей Эгейского моря в Восточное Средиземноморье. Он доказывает, что «группа Амфилоха и Калхаса» представляет ахейских переселенцев, Мопса — переселенцев из области Западной Анатолии. На каком-то этапе между ними происходили вооружённые столкновения, однако впоследствии они ассимилировались друг с другом, при некотором преобладании «группы Мопса».

## В изобразительном искусстве, литературе и астрономии
Мифологические сюжеты с Калхасом получили литературную обработку в трагедиях «Агамемнон» Эсхила, «Ифигения», «Аякс», «Требование возврата Елены» Софокла, «Ифигения в Тавриде» Еврипида, «Троянки» Сенеки, а также «Метаморфозах» Овидия. Калхас упомянут в «Божественной комедии» Данте, при описании шестого круга Ада, где находятся прорицатели. В «Романе о Трое» Бенуа де Сент-Мора XII века Калхас представлен троянским прорицателем, отцом Брисеиды, который переходит на сторону греков. В трагедии У. Шекспира «Троил и Крессида» троянец Калхас переходит на сторону греков, что отражается на жизни Крессиды, которая становится дочерью предателя. Когда её меняют на попавшего в плен к грекам Антенора, то она одновременно возвращается к отцу Калхасу и разлучается с возлюбленным Троилом.
Калхас был известен в культуре этрусков. На одном из бронзовых зеркал V века до н. э. изображён пожилой гаруспик Калхас, который исследует печень жертвенного животного. Крылья подчёркивают роль Калхаса как посредника между землёй и небом. Ступня прорицателя стоит на земле, тем самым устанавливая контакт с подземным миром.
Калхас появляется в литературных и художественных произведениях Нового времени в качестве одного из второстепенных персонажей, связанных преимущественно с мифом об Ифигении. А. П. Чехов назвал рассказ и драматический этюд «Калхас». Своё название произведения получили из-за одетого в костюм Калхаса актёра.
Именем Калхаса назван астероид, который 19 сентября 1973 года открыли голландские астрономы К. Й. ван Хаутен, И. ван Хаутен-Груневельд и Том Герельс в Паломарской обсерватории.

### Исследования
- Грабарь-Пассек М. Античные сюжеты и формы в западноевропейской литературе. — М.: Наука, 1966. — 318 с.
- Клейн Л. С. Анатомия «Илиады». — СПб.: Издательство С.-Петербургского университета, 1998. — 560 с. — ISBN 5-288-01823-5.
- Кондрашов А. П. Кто есть кто в мифологии Древней Греции и Рима. 1738 героев и мифов. — РИПОЛ Классик, 2016. — 704 с. — (Культура в фактах). — ISBN 978-5-386-09554-3.
- Немировский А. А., Сафронов А. В. Ещё раз к вопросу об ахейцах в Киликии в 12 в. до н. э. // Индоевропейское языкознание и классическая филология. — 2018. — Вып. 22, № 2. — С. 945—960. — ISSN 2658-6452. — doi:10.30842/ielcp230690152266.
- Никола М. И. «Троил и Крессида» Дж. Чосера и «Троил и Крессида» У. Шекспира: опыт сравнительного анализа // Знание. Понимание. Умение. — Московский гуманитарный университет, 2015. — № 4. — С. 271—283. — ISSN 2218-9238.
- Сафронов А. В. Государства раннежелезного века Палистин и (Ах)Хиява в северной Сирии и Киликии: ещё раз об отражении миграций "народов моря" в греческой эпической традиции // Индоевропейское языкознание и классическая филология. — 2012. — № 16. — С. 750—760. — ISSN 2658-6452.
- Соловьёв С. Ю. Эфиопы и Колхида. Аргонавты и Троянская война. Прародина Древней Греции и Кавказ // Наука без границ. — 2017. — Вып. 9, № 4. — С. 152—158. — ISSN 2500-1191.
- Тахо-Годи А. А. Калхант // Мифы народов мира / Главн. ред. С. А. Токарев. — М.: Советская энциклопедия, 1980. — С. 506.
- Moog-Grünewald M. Mythenrezeption. Die antike Mythologie in Literatur, Musik und Kunst von den Anfängen bis zur Gegenwart :  [нем.]. — Stuttgart ; Weimar : Verlag J. B. Metzler, 2008. — ISBN 978-3-476-00080-4.
- Heckenbach J.[нем.]. Kalchas // Paulys Realencyclopädie der classischen Altertumswissenschaft :  [нем.] / Georg Wissowa. — Stuttgart : J. B. Metzler’sche Verlagsbuchhandlung, 1919. — Bd. X, Zweite Hälfte (X, II). — Kol. 1552—1555.
- Stoll H. W., Immisch O.[нем.]. Kalchas // Ausführliches Lexikon der griechischen und römischen Mythologie :  [нем.] / Roscher Wilhelm Heinrich. — Leipzig : Druck und Verlag von B. G. Teubner, 1890—1894. — Bd. II. — Kol. 921—924.